# Frankie Kent
Frankie James Kent (* 21. November 1995 in London) ist ein englischer Fußballspieler, der bei Heart of Midlothian in der Scottish Premiership unter Vertrag steht.

## Karriere
Frankie Kent wurde in Romford, einem Stadtteil von London geboren. Er spielte von seinem siebten bis sechzehnten Lebensjahr in der Jugendakademie des FC Arsenal. Ab dem Jahr 2012 spielte er in den Jugendmannschaften von Colchester United. Dort war er Kapitän der U-18-Mannschaft, mit der er das Double in der Meisterschaft und im Pokal gewann. Nur vier Tage nach seinem U18-Pokalsieg gab Kent am 3. Mai 2014 sein Profidebüt für Colchester United. Beim 1:0-Auswärtssieg gegen den FC Walsall wurde er zur Halbzeit für Magnus Okuonghae eingewechselt.
Seinen nächsten Einsatz in der ersten Mannschaft absolvierte er in der Saison 2014/15 am 16. August, als er den gesperrten Okuonghae in der Innenverteidigung für ein Spiel gegen Bristol City am Ashton Gate ersetzte. Er spielte die gesamten 90 Minuten, als es eine 1:2-Niederlage gab. Ab September 2014 wurde er erneut eingesetzt, als er Sammie Szmodics bei einer taktischen Auswechslung beim 2:0-Sieg von Colchester gegen Leyton Orient ersetzte. Er ersetzte Szmodics vor der Halbzeit, nachdem Okuonghae wegen eines schweren Fouls an Dave Mooney vom Platz gestellt worden war. Okuonghaes anschließende Vier-Spiele-Sperre ermöglichte Kent am 16. September seinen ersten Einsatz in einem Heimspiel für den Verein, als Colchester eine 2:3-Niederlage gegen Sheffield United hinnehmen musste. In Okuonghaes Abwesenheit etablierte sich Kent als Stammspieler der ersten Mannschaft, und da sein Vertrag am Ende der Saison auslief, wurde er mit einer Vertragsverlängerung um dreieinhalb Jahre belohnt, die er am 16. Oktober unterzeichnete 2014. Nachdem er sich eine Knieverletzung im November 2014 zugezogen hatte, blieb er im weiteren Saisonverlauf außer Gefecht.
Bei einer 2:3-Niederlage der EFL Trophy gegen Northampton Town am 1. September 2015 kehrte Kent in die Mannschaft zurück. Colchester stieg am Ende der Saison 2015/16 in die Vierte Liga ab. Zu Beginn der Viertligasaison 2016/17 stand Kent kurz davor, den Verein auf Leihbasis zu verlassen, nachdem er sich von einer Sehnenentzündung erholt hatte. Im November 2016 änderte Trainer John McGreal jedoch die Taktik und setzte drei Innenverteidiger ein, und Kent begann an der Seite von Tom Eastman und George Elokobi, die Colchester eine Serie von neun ungeschlagenen Spielen bescherte. Infolgedessen wurde Kent im Dezember zum EFL Young Player of the Month gekürt. Kent zog sich im Februar 2017 einen Bänderriss im Sprunggelenk zu und fiel für die restliche Saison aus.
Kent erzielte sein erstes Profitor am 9. August 2017 während der 1:2-Niederlage von Colchester im EFL Cup gegen Aston Villa. Er erzielte in diesem Spiel auch ein Eigentor. Sein erstes Ligator erzielte er dann am 26. August gegen die Forest Green Rovers. Am 21. September 2017 unterzeichnete Kent einen neuen Vertrag, um ihn bis Sommer 2020 im Verein zu halten. Kent erhielt am 1. Januar 2019 in der 89. Minute der 0:2-Niederlage von Colchester bei Crawley Town die erste rote Karte seiner Karriere.
Am 22. Juni 2019 unterzeichnete Kent einen Dreijahresvertrag beim Drittligisten Peterborough United für eine nicht genannte Ablösesumme. Mit seinem neuen Verein stieg er 2021 als Vizemeister hinter Hull City in die zweite Liga auf. Kent war dabei als Stammspieler stetig im Einsatz und erhielt im Anschluss des Aufstiegs eine Vertragsverlängerung.
Am 24. Juli 2023 wechselte Kent für eine Ablösesumme zum schottischen Erstligisten Heart of Midlothian.